# Parroquias de Ecuador

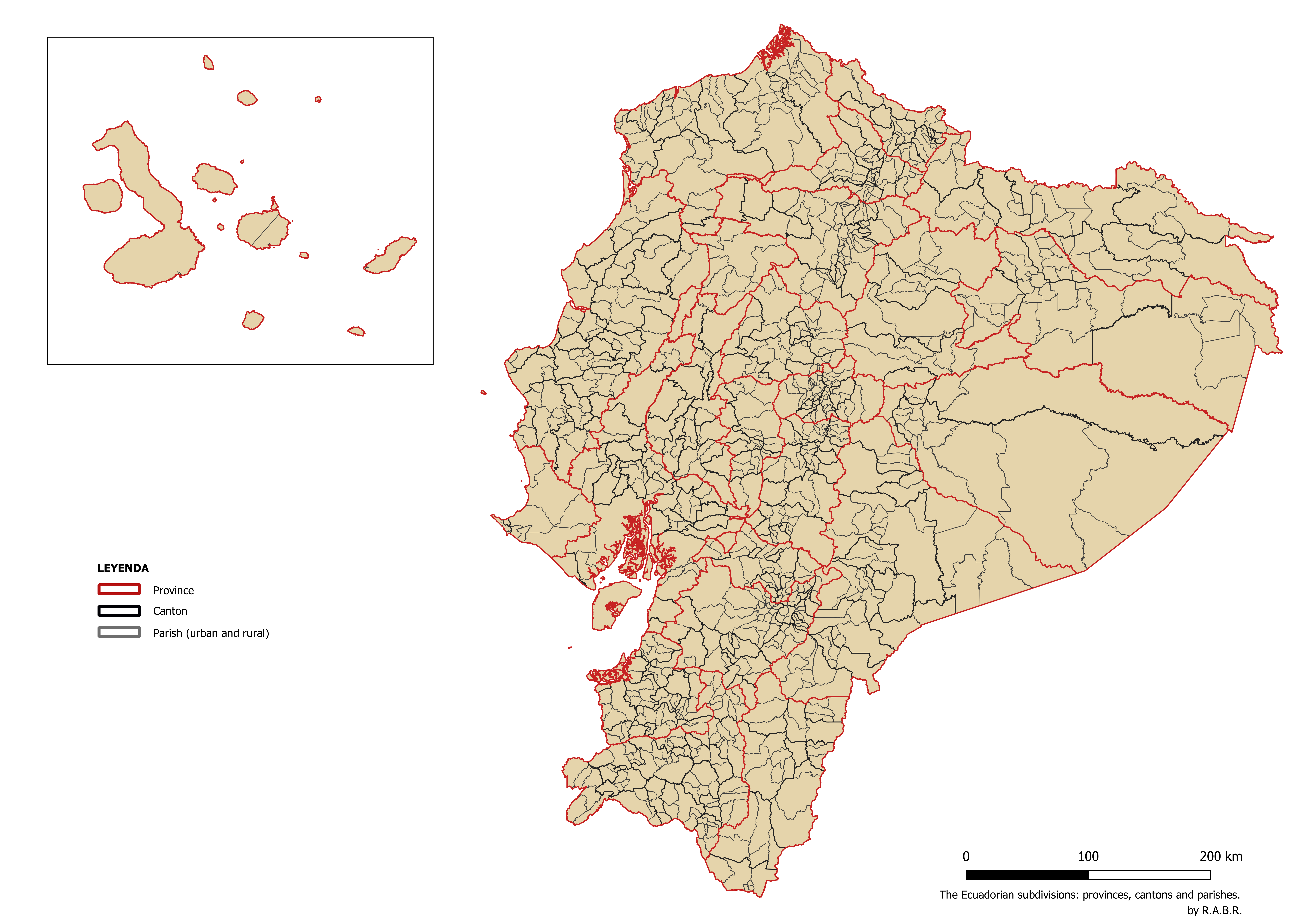
Mapa de las provincias, cantones, y parroquias de la división territorial.
Bordes de parroquias
Bordes de provincias
Bordes de cantones

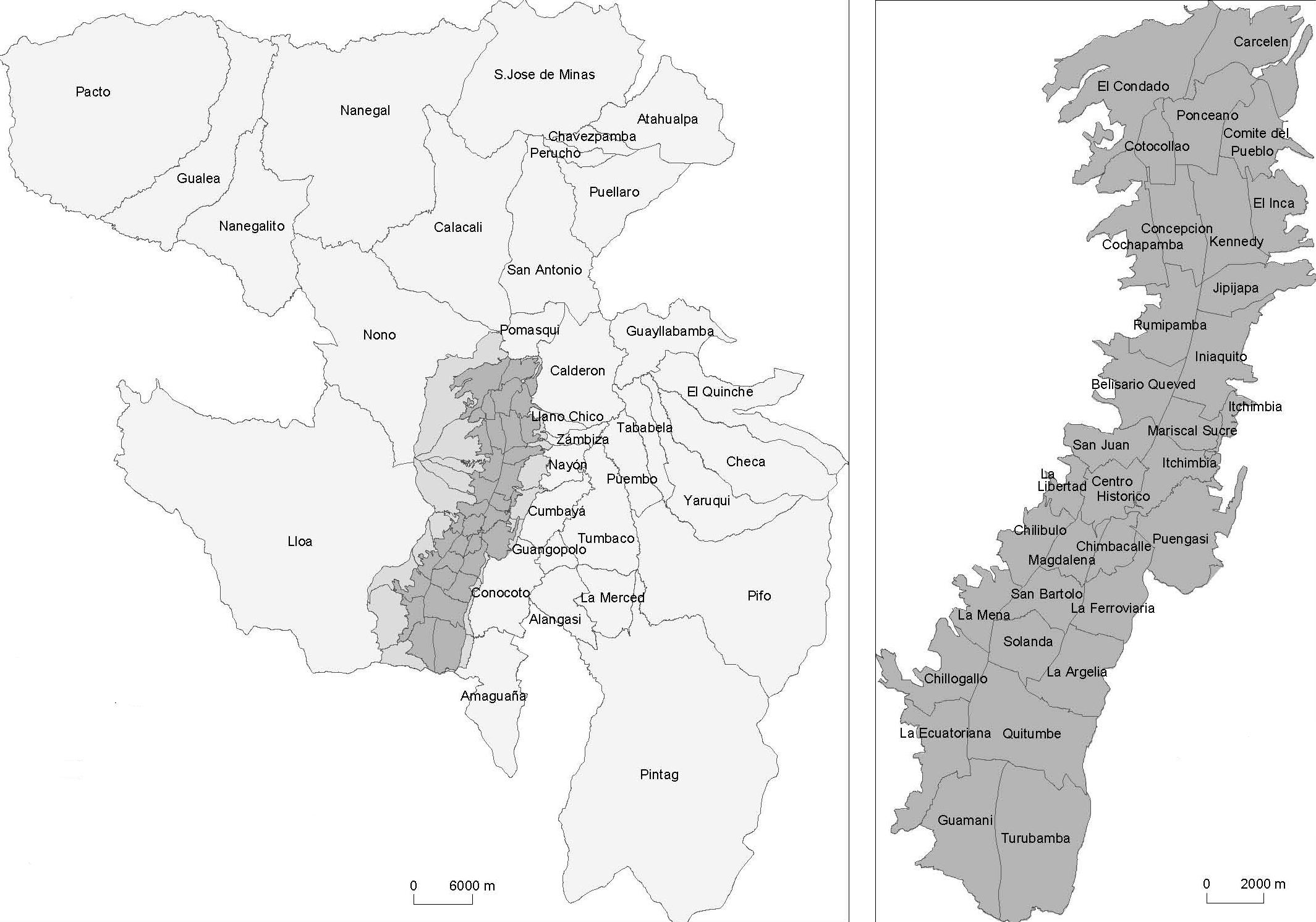
Parroquias Rurales y Urbanas del Distrito Metropolitano de Quito que es la capital del Ecuador.

En Ecuador, las Parroquias son la división político-territorial de menor rango (tercer nivel). Los Cantones y Distritos Metropolitanos que son similares a municipalidades o comunas en muchos países, son divididos en parroquias. Existen 1499 parroquias en Ecuador 1140 rurales y 359 urbanas. El conjunto de estas se organizan bajo la forma jurídico-política del Gobierno Autónomo Descentralizado Cantonal o Distrital, que es la autoridad jurisdiccional del cantón en asuntos administrativos. Existen dos tipos de parroquias: la urbana y la rural. La parroquia urbana es aquella que se encuentra circunscrita dentro de la metrópoli o ciudad; consta de toda la infraestructura necesaria para ser una ciudad principal. Las parroquias rurales son aquellas que son apartadas de la cabecera cantonal; suelen ser comarcas o conjunto de recintos cuyos pobladores viven de labores agrícolas y del campo.

## Marco legal
El gobierno de la Parroquia Rural, está representado por el Gobierno Autónomo Descentralizado Parroquial, constituido por una Junta Parroquial de 5 miembros elegidos por voto popular por 4 años, Preside la Junta el Vocal con la más alta votación. Las funciones de las Juntas Parroquiales son actuar como auxiliares del Gobierno y administración municipales y distritales y como intermediario entre estos y sus representados inmediatos.
La creación, supresión y fusión de las parroquias municipales es competencia de los Concejos Municipales y Concejos Metropolitanos. 
De acuerdo al Código Orgánico de Organización Territorial, Autonomía y Descentralización (COOTAD), para confomar una Parroquia Rural se requerirá:

Art 26: Son requisitos para la creación de parroquias rurales los siguientes:

a) Población residente no menor a diez mil habitantes, de los cuales por lo menos dos mil deberán estar domiciliados en la cabecera de la nueva parroquia;

b) Delimitación física del territorio parroquial rural de manera detallada, que incluya la descripción de los accidentes geográficos existentes, y que no implique conflicto con parroquias existentes;

c) Cuando la iniciativa sea de la ciudadanía de la parroquia rural, la solicitud deberá estar firmada por al menos el diez por ciento de los ciudadanos de la futura parroquia, mayores de dieciocho años;

d) Informe técnico del gobierno cantonal o distrital correspondiente; y,
e) Para las parroquias que tienen límites con otro país se requerirá el informe técnico del ministerio correspondiente.

En las provincias amazónicas y fronterizas, por razones, entre otras, de interés nacional como la creación de fronteras vivas, las necesidades del desarrollo territorial, la densidad poblacional, debidamente justificadas, el requisito de población para la creación de parroquias rurales será de dos mil habitantes en el territorio de la futura parroquia rural. En los cantones conformados mayoritariamente por población indígena, afroecuatoriana y/o montubia, se podrán crear parroquias rurales con un mínimo de cinco mil habitantes.

## La organización rural en el Ecuador
En 1945 se crea constitucionalmente la figura de Consejo Parroquial. Más adelante, en 1967, se otorga a las juntas parroquiales autonomía administrativa y, en 1970, estas adquieren por decreto el papel de auxiliares en los municipios, de administradores de bienes públicos y prestadoras de servicios. En la Constitución de 1998, las Juntas Parroquiales rurales son incorporadas en el régimen seccional autónomo, con lo que adquieren jurídicamente un estatus similar al de los municipios y los consejos provinciales. Posteriormente, en el año 2000, se realizan los primeros comicios para elegir a los integrantes de las Juntas rurales por medio del voto popular. Este mismo año se aprueba la Ley Orgánica de Juntas Parroquiales Rurales, la cual otorga a las mismas personalidad jurídica constitucional.
En 2002 se constituye el Consejo Nacional de Juntas Parroquiales Rurales del Ecuador (CONAJUPARE) como organización nacional con sede en Quito. A partir de allí, en la Constitución de 2008, se otorga a las juntas parroquiales rurales el carácter de gobiernos autónomos descentralizados. Con la elevación de la COOTAD a carácter de Ley de la República, se logra una asignación del presupuesto del 21 % de los recursos permanentes a los gobiernos autónomos descentralizados.
En 2011 se aprueba la creación del Consejo Nacional de Gobiernos Parroquiales Rurales del Ecuador (CONAGOPARE), como entidad asociativa nacional y cuyo fin es la representación, asistencia técnica y coordinación de las parroquias rurales. Las atribuciones y obligaciones de dicho consejo quedan establecidas en el Estatuto del CONAGOPARE aprobado en septiembre de 2014, siendo esta la normativa vigente (2022).